# (9225) Daiki
(9225) Daiki – planetoida z pasa głównego okrążająca Słońce w ciągu 4 lat i 146 dni w średniej odległości 2,68 j.a. Została odkryta 10 stycznia 1996 roku w obserwatorium Ōizumi przez Takao Kobayashiego. Nazwa planetoidy pochodzi od Daiki Matsubayashiego (ur. 1961), członka Towarzystwa Astronomicznego Saga, zainteresowanego meteorami, kometami oraz fotografią zaćmień Słońca. Przed nadaniem nazwy planetoida nosiła oznaczenie tymczasowe (9225) 1996 AU.